# Al Malikiya
Al Malikiya, transliterado también como Al-Malikiyah (en árabe: المالكية‎ Al Mālikiya, en siríaco clásico: ܕܪܝܟ, Derik, en kurdo: Dêrika Hemko) es una pequeña ciudad de Siria y la capital del distrito homónimo, perteneciente a la Gobernación de Hasaka. El distrito constituye la frontera noreste del país.

## Toponimia
Al Malikiya se llama así en honor a un oficial del ejército sirio, Adnan al-Malki. También es conocida en siríaco como Dayrik, una referencia a un monasterio.

## Geografía
La ciudad se localiza a 20 km al oeste del río Tigris que define la frontera triple entre Siria, Turquía e Irak. 

## Demografía
La población contiene una amplia diversidad demográfica y étnica, característica de gran parte de la Gobernación de Hasaka. La ciudad está habitada por asirios, árabes, kurdos y armenios. Según el censo oficial de 2004, el pueblo tiene una población de 26.311 habitantes.
Los habitantes indígenas son asirios cuyos ancestros huyeron de Turquía (región de Tur Abdin) durante la Primera Guerra Mundial debido al genocidio asirio.
La zona norte del pueblo está habitada principalmente por kurdos musulmanes y la zona sur por cristianos. Siendo el centro económico del distrito, mucha gente de pueblos y villas cercanas acude a Malikiya, especialmente por la mañana. La ciudad ha conocido una dramática expansión urbana y desarrollo inmobiliario en los últimos años, lo que ha llevado a la extensión de muchas calles para llegar a nuevos vecindarios que son ahora parte de la ciudad en continuo crecimiento. 

## Monumentos

Nueva iglesia ortodoxa siríaca - Calle principal
Nueva cúpula de la iglesia
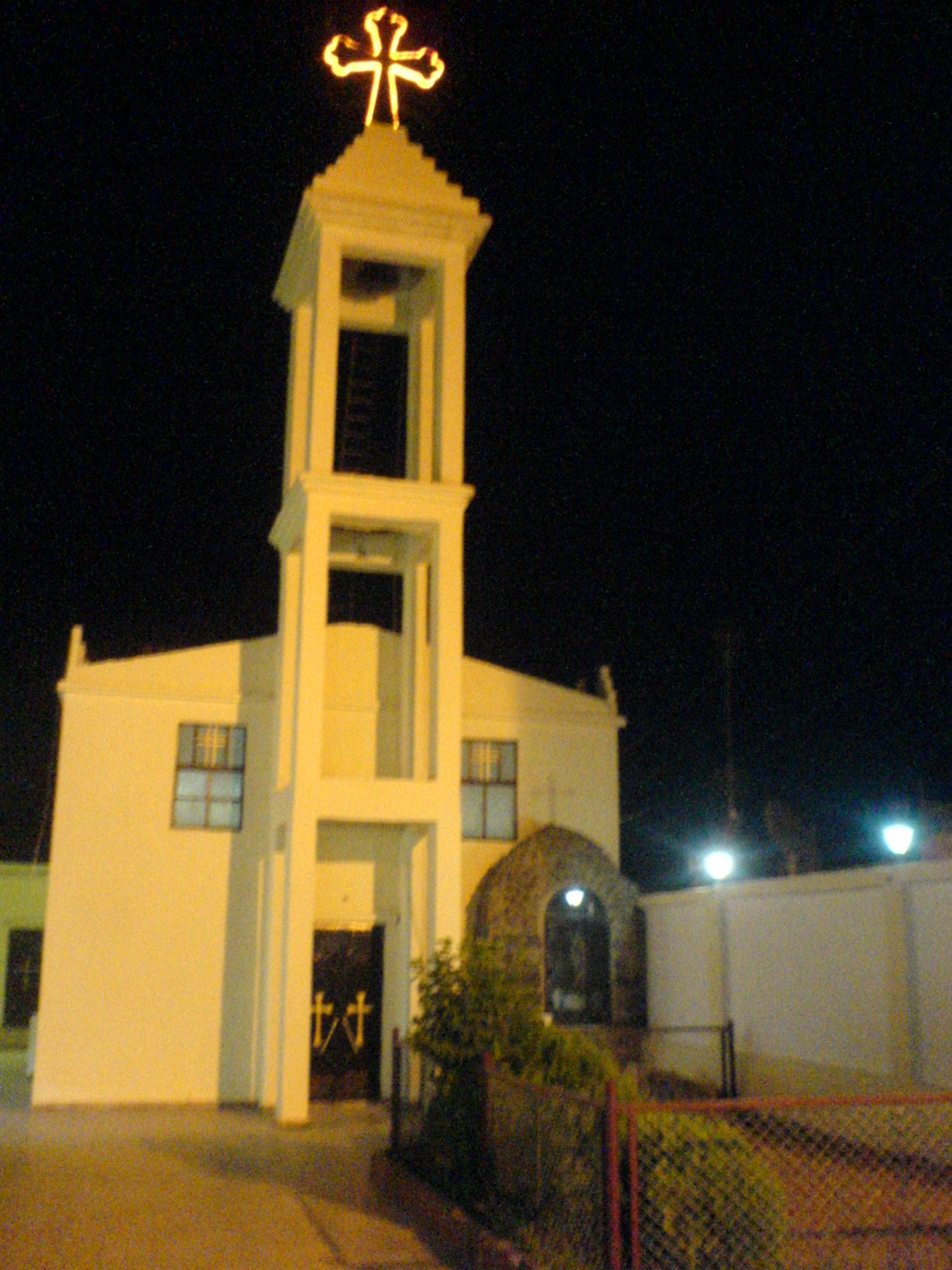
Iglesia caldea
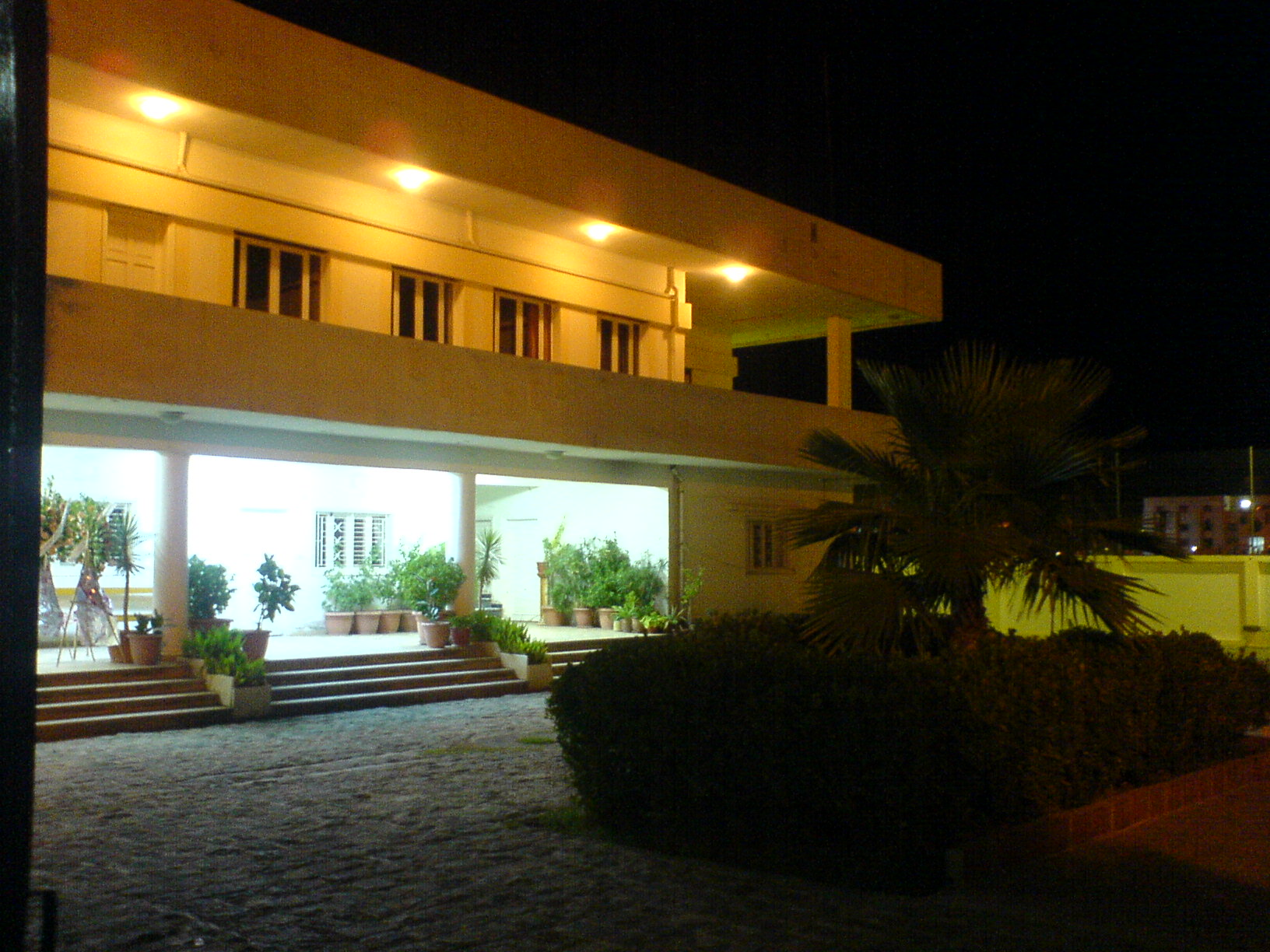
Iglesia caldea y escuela